# Kanton Rumiñahui
Der Kanton Rumiñahui befindet sich in der Provinz Pichincha nordzentral in Ecuador. Er besitzt eine Fläche von 135,9 km². Im Jahr 2022 lag die Einwohnerzahl bei rund 107.900. Verwaltungssitz des Kantons ist die Stadt Sangolquí mit 75.080 Einwohnern (Stand 2010). Der Kanton Rumiñahui wurde am 31. Mai 1938 gegründet.

## Lage
Der Kanton Rumiñahui liegt südzentral in der Provinz Pichincha. Das Gebiet liegt in den Anden im Südosten des Ballungsraumes der Hauptstadt Quito. Der Kanton umfasst die Ostflanke des Vulkans Pasochoa. Die Fernstraße E35 (Ibarra–Riobamba) durchquert den Kanton.
Der Kanton Rumiñahui grenzt im Süden an den Kanton Mejía sowie im Westen, im Norden und im Osten an den Kanton Quito.

## Verwaltungsgliederung
Der Kanton Rumiñahui ist in die Parroquia urbana („städtisches Kirchspiel“)
- San Pedro de Taboada
- San Rafael
- Sangolquí

und in die Parroquias rurales („ländliches Kirchspiel“)
- Cotogchoa
- Rumipamba

gegliedert.

## Geschichte
Entwicklung der Einwohnerzahl im Kanton Rumiñahui bei landesweiten Volkszählungen zum jeweiligen Gebietsstand:
| Jahr                    | Einwohner | +/-    |
| ----------------------- | --------- | ------ |
| 1950                    | 11.574    | –      |
| 1962                    | 14.866    | 28,4 % |
| 1974                    | 22.932    | 54,3 % |
| 1982                    | 32.537    | 41,9 % |
| 1990                    | 46.215    | 42 %   |
| 2001                    | 65.882    | 42,6 % |
| 2010                    | 85.852    | 30,3 % |
| 2022                    | 107.904   | 25,7 % |
| Datenherkunft: Wikidata |           |        |

## Ökologie
Der Südosten des Kantons liegt im Nationalpark Cotopaxi. Im Westen des Kantons befindet sich das Schutzgebiet Bosque Protector Toachi Pilaton.